# Världsmästerskapen i skidorientering 1984
Världsmästerskapen i skidorientering 1984 avgjordes i Lavarone i Italien den 30 januari- 4 februari 1984. 

## Medaljörer[1]

### Herrar

#### Distans
1. Anssi Juutilainen,  Finland, 1:45.14
2. Stefan Larsson,  Sverige, 1:45.47
3. Pertti Tikka,  Finland, 1:48.43

#### Stafett
1. Sverige (Stefan Larsson, Ove Boström, Jan-Erik Thorn, Claes Berglund), 4:32.49
2. Finland (Pertti Tikka, Olavi Svanberg, Matti Väisänen, Veli-Matti Pellinen), 4:40.00
3. Norge (Finn Kinneberg, Morten Berglia, Sigurd Dähli, Vidar Benjaminsen), 4:50.50

### Damer

#### Distans
1. Mirja Puhakka,  Finland, 1:23.29
2. Lena Isaksson,  Sverige, 1:24.54
3. Ann Larsson,  Sverige, 1:25.50

#### Stafett
1. Sverige (Marie Gustafsson, Ann Larsson, Lena Isaksson), 3:09.10
2. Finland (Irmeli Peltola, Kaija Silvennoinen, Mirja Puhakka), 3:12.59
3. Bulgarien (Marinella Dosseva, Pepa Milusheva, Giulka Milusheva), 3:38.42